# Milo Marat
Milo Marat è una serie a fumetti italiana creata da Bonvi (Franco Bonvicini) nel 1974 su testi di Mario Gomboli. La serie è creata nel 1973 per la celebre rivista per bambini "Pif gadget", e successivamente ripubblicato in Italia sul settimanale Corriere dei Ragazzi, con il nome di Jolly Flipper. Nel settembre 1991 alcuni episodi sono raccolti da Massimo Baldini in un albo da edicola, "Le follie di Milo Marat" (Moby Dick album n.2).
Milo Marat, protagonista delle avventure, è un detective pasticcione che si fa talvolta aiutare dall'erculeo compagno Groggy, e che riesce ogni volta a sventare i piani della Moustache, una strampalata banda criminale i cui componenti sono tutti uguali fra loro. Il volto del personaggio riprendeva quello dello stesso Bonvi.